# 59
59 (LIX) var ett normalår som började en måndag i den julianska kalendern.

## Händelser

### Okänt datum
- Publius Clodius Thrasea Paetus drar sig tillbaka från den romerska senaten.
- Den romerske befälhavaren Gnaeus Domitius Corbulo erövrar Tigranocerta i Mesopotamien efter att ha besegrat parterna. Han insätter då Tigranes som härskare över Armenien.
- I verket Satyricon driver Petronius med romersk omoral.
- Antonius Felix slår ned oroligheter mellan greker och judar i Cesaraea.

## Avlidna
- 16 mars – Agrippina d.y., mor till kejsar Nero (mördad på Neros order)